# موظف سجين

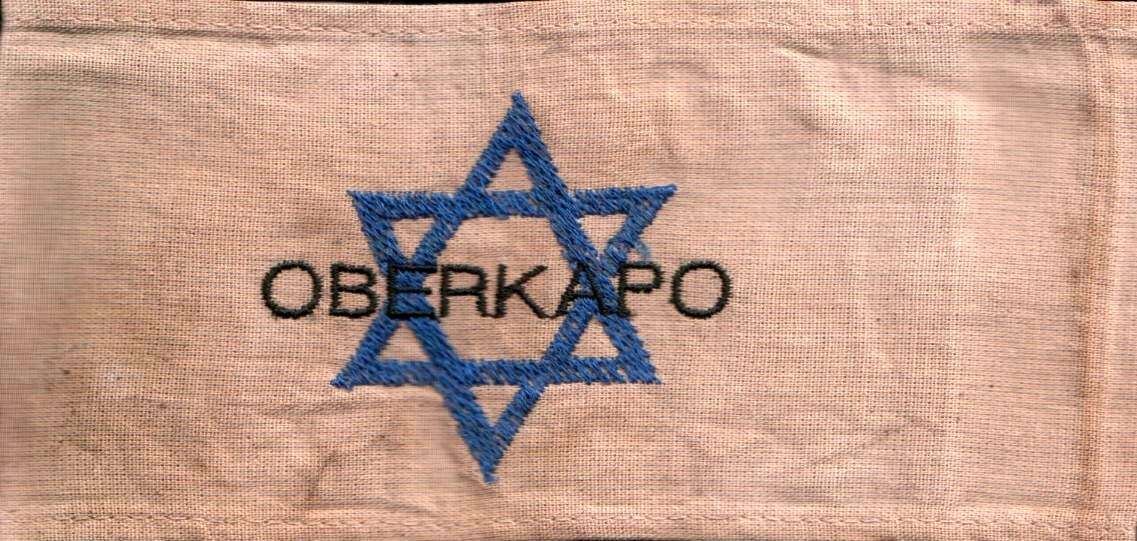
شارة أوبيركابو

موظف سجين (بالألمانية: Funktionshäftling)‏ كان سجينًا في معسكرات الاعتقال النازية تم تكليفه من قبل حراس القوات الخاصة للإشراف على العمل الجبري أو القيام بمهام إدارية في المعسكر. نظام الإدارة الذاتية للسجناء، المعروف أيضًا باسم «الإدارة الذاتية للسجناء»، قلل من التكاليف من خلال السماح للمخيمات بالعمل مع عدد أقل من أفراد قوات الأمن الخاصة. تم تصميم النظام أيضًا لتحويل الضحية ضد الضحية، حيث تم تحريك موظفي السجين ضد زملائهم السجناء من أجل الحفاظ على صالح حراس معسكرات الغعتقال. إذا خرجو عن السيطرة، سيتم إعادتهم إلى وضع السجناء العاديين ويخضعون لموظفي سجناء آخرين. تم تجنيد العديد من الموظفين السجناء من صفوف العصابات الإجرامية العنيفة وليس من السجناء السياسيين والدينيين والعرقيين الأكثر عددا. كانو معروفيين بوحشيتهم تجاه السجناء الآخرين. تم التسامح مع هذه الوحشية من قبل حراس المعتقلات وكانو جزءًا لا يتجزأ من نظام المخيم.
تم إعفاء موظفي السجين من الاعتداء الجسدي والأشغال الشاقة، شريطة أن يؤدوا واجباتهم بما يرضي حراس قوات الأمن الخاصة. كما كان لديهم إمكانية الوصول إلى بعض الامتيازات مثل الملابس المدنية وغرفة خاصة، حتى (كونهم مدانين) إمكانية تخفيف العقوبة أو الإفراج المشروط. [بحاجة لمصدر] بينما كان مصطلح الحكومة الرسمي لؤهلاء هو Funktionshäftling، كان الألمان يطلقون عليهم عادةً اسم كابو. عندما تم تحرير المخيمات، تم نقلهم إلى نظام السجون العادي. [بحاجة لمصدر]

## نظام التوفير والتلاعب
كانت معسكرات الاعتقال تسيطر عليها القوات الخاصة، ولكن التنظيم اليومي تم استكماله بنظام السجناء العاملين، وهو التسلسل الهرمي الثاني الذي سهل على النازيين السيطرة على المعسكرات. جعل هؤلاء السجناء من الممكن للمخيمات للعمل مع عدد أقل من أفراد قوات الأمن الخاصة، مما وفر أموال الرايخ الثالث. كانو في بعض الأحيان يصلون إلى 10 ٪ من السجناء.  تمكن النازيون من إبقاء عدد أفراد قوات الأمن الخاصة الذين كانوا على اتصال مباشر بالسجناء منخفضًا جدًا مقارنة بالسجون العادية اليوم. لولا هؤلاء السجناء، لما كانت إدارات معسكرات SS قادرة على الحفاظ على سير العمليات اليومية للمخيمات بسلاسة.
في معسكر اعتقال بوخنفالد، تم توكيل هذه المهام في الأصل للسجناء الإجراميين، ولكن بعد عام 1939، بدأ السجناء السياسيون في أخذ مكان السجناء المجرمين،  على الرغم من أن المجرمين كانوا يفضلون المجرمين. في ماوتهاوزن، من ناحية أخرى، ظل السجناء يشغلون مناصب وظيفية حتى قبل التحرير بقليل.
بالإضافة إلى توفير أموال النازيين [بحاجة لمصدر] النظام والتسلسل الهرمي التضامن بين السجناء.  كانت هناك توترات بين الجنسيات المختلفة وكذلك بين مجموعات السجناء المختلفة، والتي تميزت بشارات مختلفة في معسكرات الاعتقال النازية. كان اليهود يرتدون النجوم الصفراء، وارتدى السجناء الآخرون مثلثات ملونة مقلوبة إلى أسفل تير هويتهم.

## روابط خارجية
- سيباستيان دارجر: Die Rolle der Funktionshäftlinge im Vernichtungslager Auschwitz - und das Beispiel Otto Küsels. باللغة الألمانية
- Abschnitt aus dem Bericht der Auschwitzflüchtlinge Alfred Wetzler und Rudolf Vrba über F. (أواخر أبريل 1944) باللغة الألمانية